# Moctezuma, Ixhuatlán del Café
Moctezuma är en ort i Mexiko.   Den ligger i kommunen Ixhuatlán del Café och delstaten Veracruz, i den sydöstra delen av landet, 230 km öster om huvudstaden Mexico City. Moctezuma ligger 1 166 meter över havet och antalet invånare är 151.
Terrängen runt Moctezuma är huvudsakligen kuperad, men österut är den bergig. Runt Moctezuma är det ganska tätbefolkat, med 139 invånare per kvadratkilometer. Närmaste större samhälle är Córdoba, 18,7 km söder om Moctezuma. I omgivningarna runt Moctezuma växer i huvudsak städsegrön lövskog.